# Uomo di Clonycavan

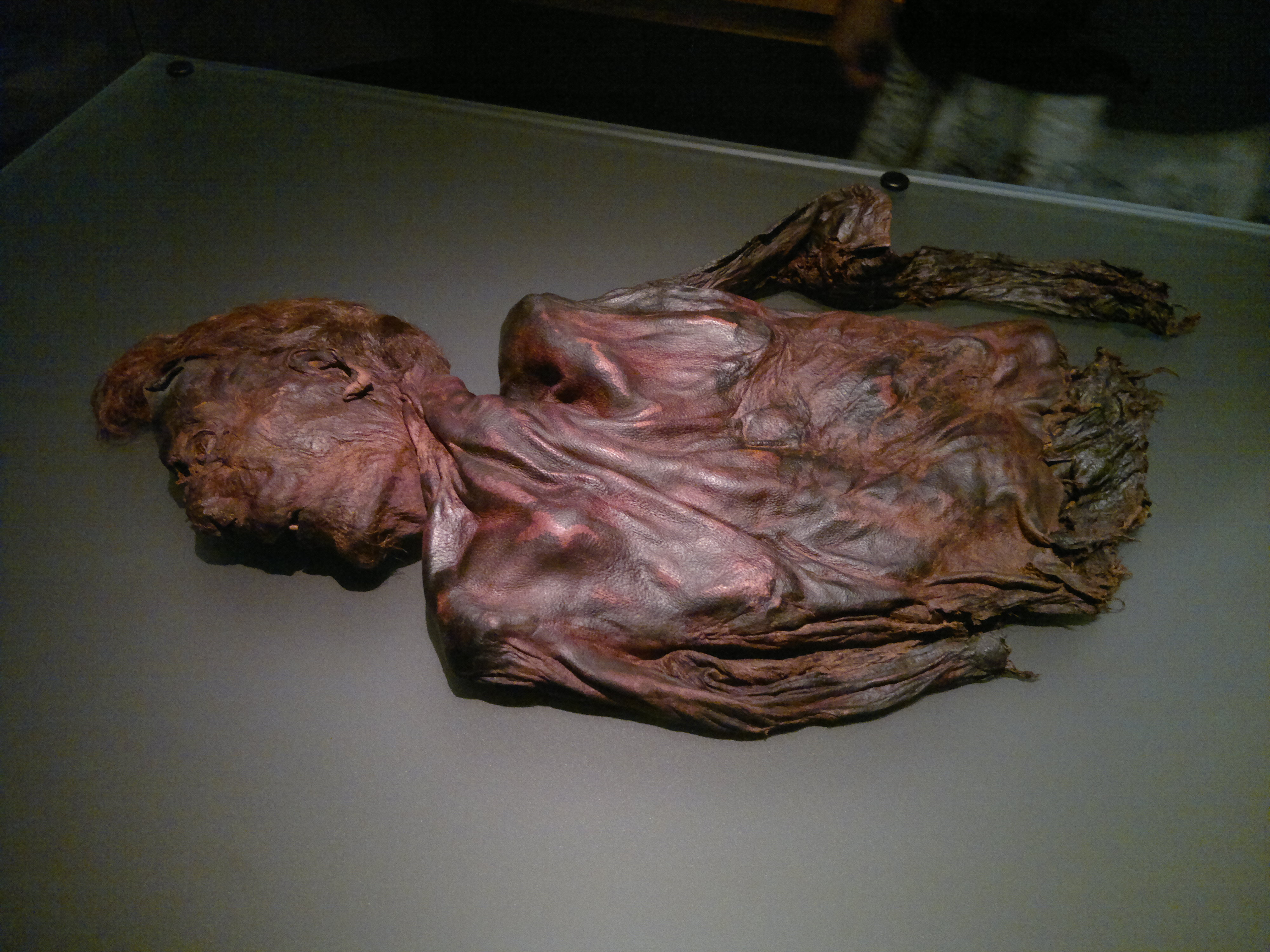
L'Uomo di Clonycavan.

L'Uomo di Clonycavan è una mummia di palude ben conservata, risalente all'età del ferro, ritrovata vicino Clonycavan in Irlanda nel marzo del 2003. Si suppone che l'uomo fosse alto circa 1,57 metri ed è curioso il fatto che tra i capelli avesse una specie di "gel", apparentemente per sembrare più alto.
Solo il tronco del corpo e l'addome superiore si sono conservati. Fu ritrovato in una macchina per la raccolta di torba, che probabilmente è responsabile della distruzione della parte inferiore del corpo. La mummia possiede un naso schiacciato e denti storti; dei pori sono visibili sul naso ed è presente un sottile barba.
È esposto nel Museo Nazionale d'Irlanda, sede di Kildare Street, a Dublino.

## Cause della morte
L'Uomo di Clonycavan probabilmente fu assassinato; questa è infatti la conclusione a cui è giunta la polizia irlandese dopo aver esaminato il corpo. Il cranio fu colpito da un oggetto appuntito che causò una frattura; infatti, vi è una profonda ferita sopra la testa e parti del cervello sono state ritrovate nella lesione. Inoltre è presente anche una grande cicatrice tra il naso e la parte inferiore dell'occhio destro. Entrambe le ferite sembrano essere state causate dallo stesso oggetto appuntito, molto probabilmente un'ascia. La datazione al radiocarbonio ha posto la sua morte tra 392 e il 201 a.C., durante l'età del ferro dell'Europa occidentale.
I test scientifici eseguiti sui capelli hanno gettato luce sulla sua dieta prima della tragica morte. La sua alimentazione era ricca di verdure, il che indica che potrebbe essere stato ucciso durante l'estate. Inoltre era anche abbastanza giovane al momento della sua morte, non avrebbe superato i 20 anni.

## I capelli
La maggior caratteristica distintiva dell'uomo erano i suoi capelli in stile mohawk, sollevati con l'aiuto di un "gel": un ritrovamento unico, considerato che il corpo risale all'età del Ferro dell'Europa occidentale. Il gel era composto da olio vegetale e resina di pino, importati dal sud-ovest della Francia o Spagna.
Questo fatto attesta che il commercio tra l'Irlanda e l'Europa meridionale nel quarto e terzo secolo a.C., prima dell'influenza romana, era esercitato dai celti della Galizia (Spagna) e Iberia.
L'uso del "gel" potrebbe anche suggerire che l'uomo era ricco, infatti pochi sarebbero stati in grado di acquistare cosmetici importati da tanto lontano.